# Jan Chłopek (inżynier)
Jan Chłopek (ur. 31 maja 1952 w Bochni, zm. 14 listopada 2020) – polski specjalista w zakresie inżynierii materiałowej, prof. dr hab. inż.

## Życiorys
Obronił w 1983 pracę doktorską, 28 września 1998 habilitował się na podstawie pracy zatytułowanej Kompozyty węgiel-węgiel. Otrzymywanie i zastosowanie w medycynie. 14 czerwca 2005 nadano mu tytuł profesora w zakresie nauk technicznych.  Został zatrudniony na stanowisku profesora w Katedrze Biomateriałów i Kompozytów na Wydziale Inżynierii Materiałowej i Ceramiki Akademii Górniczo-Hutniczej im. Stanisława Staszica w Krakowie. 
Był profesorem zwyczajnym i kierownikiem Katedry Biomateriałów, dziekanem Wydziału Inżynierii Materiałowej i Ceramiki Akademii Górniczo-Hutniczej im. Stanisława Staszica w Krakowie, zastępcą prezesa, członkiem i prezesem Polskiego Stowarzyszenia Biomateriałów, członkiem prezydium Komitetu Nauki o Materiałach na IV Wydziale - Nauk Technicznych Polskiej Akademii Nauk, członkiem Komitetu Nauki o Materiałach na IV Wydziale Nauk Technicznych PAN i Komisji Nauk Technicznych na III Wydziale Matematycznym, Fizycznym i Chemicznym Polskiej Akademii Umiejętności.

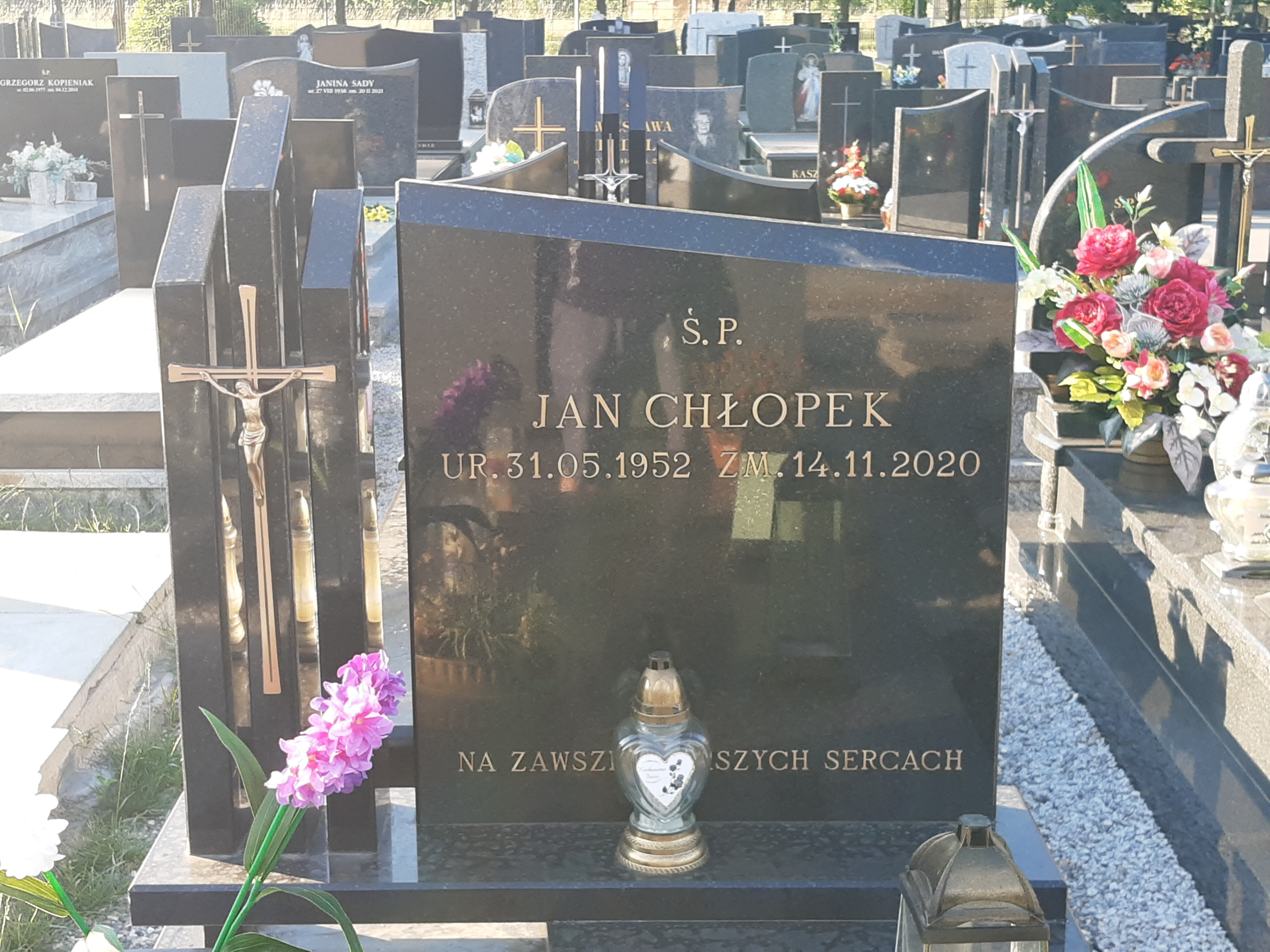
Grób prof. Jana Chłopka na Cmentarzu Batowickim

Odznaczony został Krzyż Kawalerski Orderu Odrodzenia Polski, Srebrnym Krzyzem Zasługi. Zmarł 14 listopada 2020. Pochowany na Cmentarzu Prądnik Czerwony w Krakowie (kwatera CCLXXVII-13-3).